# Klosterdorf (Oberbarnim)
Klosterdorf ist ein Ortsteil der Gemeinde Oberbarnim im Brandenburgischen Landkreis Märkisch-Oderland. Es liegt auf dem Barnim und hat 1124 Einwohner (Stand 2022); das Dorf wird verwaltet vom Amt Märkische Schweiz.

## Geschichte

### Vorgeschichte
Das Dorf wurde erstmals 1241, damals noch unter dem Namen Clostertorp, erwähnt. Es war im Besitz des Klosters Zinna, nachdem vier Mönche in Klosterdorf eine Niederlassung Zinnas gegründet hatten. Eine Urkunde erhielt es 1247 vom Brandenburgischen Bischof Rutger, gemeinsam mit den Dörfern Levenberch (Liebenberg) und Revelde. Später zogen sich die Mönche aus Klosterdorf zurück, sodass es ungefähr 100 Jahre unbewohnt blieb. Erst für 1471 lassen sich wieder Einwohner nachweisen. Nachdem das Kloster Zinna 1553 aufgelöst worden war, ging Klosterdorf 1570 an das Amt vom Eigentum Strausbergs. Rund 150 Jahre später, 1701, wurde der größte Hof in Klosterdorf zum königlichen Domänenvorwerk, welches 1798 an Christian Elßholtz in Pacht gegeben wurde.
Im 18. Jahrhundert wurde vom Amt Rüdersdorf am südlichen Ausgang eine Windmühle erbaut, die den Bauern zur Verarbeitung dienten. Am 1. Juni 1862 starb der Gutsherr von Bredow, welchem das Vorwerk gehörte. Anschließend wurde es an die Familie von Eckhardstein verkauft, die es 1925 weiter an Fritz Krüger verkaufte. Ab 1928 wurden die Gutsbezirke aufgelöst und parzelliert. 1940 wurde die Klosterdorfer Windmühle wegen Beeinträchtigung des Flugplatzes Strausberg abgerissen.

### Nach Ende des 2. Weltkrieges
Nach dem Ende des Zweiten Weltkrieges gehörte Klosterdorf dem sowjetischem Sektor an, später dem Bezirk Frankfurt (Oder) der DDR. 1970 wurde eine Landwirtschaftliche Produktionsgenossenschaft (LPG) eingeführt, die im LPG Typ III 108 Mitglieder und im LPG Typ I 33 Mitglieder hatte. Nach dem Fall der Mauer im Jahr 1989 wurde die LPG aufgelöst und die Agrargenossenschaft e.G. gegründet, welche bis heute existiert. Seitdem stieg die Einwohnerzahl deutlich an, von 1989 bis 2003 von ca. 400 auf 500. 1997 fand das Jubiläum zum 750-jährigen Bestehen des Dorfes statt. Seither findet jedes Jahr das Klosterdorfer Teichfest statt.

### Gründung der Gemeinde Oberbarnim
Am 31. Dezember 2001 wurde die Gemeinde Oberbarnim gegründet, durch den freiwilligen Zusammenschluss der Dörfer Bollersdorf und Grunow, der Ortsteile Ernsthof von Grunow und Pritzhagen von Bollersdorf sowie der Wohnplätzen Bollersdorfer Höhe, Kähnsdorf und Tornow. Oberbarnim gehört zum Amt und der Region Märkische Schweiz, welche von Buckow aus verwaltet wird.
Seit 1890 wird die Märkische Schweiz als Tourismusregion etabliert. Jedoch gehören nur Bollersdorf und Pritzhagen zur Tourismusregion. Bis zum 26. Oktober 2003 war Ihlow noch eine eigene Gemeinde, sie wurde nun auch nach Oberbarnim eingemeindet. Klosterdorf stellt seit Gründung der Gemeinde den Bürgermeister Lothar Arndt, welcher der lokalen Partei Klosterdorf für Oberbarnim angehört. Dieser ist schon seit 1989 Bürgermeister von Klosterdorf. Die Sitzungen finden ebenfalls in Klosterdorf, im Gemeindezentrum statt. Seit 2024 ist Detlef Daubitz Bürgermeister von Oberbarnim und Christoph Kollasch Ortsvorsteher von Klosterdorf.

## Geographie und Wohnanlagen

### Naturraum
Klosterdorf befindet sich auf dem Barnim, einer eiszeitlich gebildeten Hochfläche und historischen Landschaft in Berlin und Brandenburg. Der Kern befindet sich am Dorfanger von Klosterdorf. Daher gilt es auch als Angerdorf, welche in Brandenburg sehr verbreitet sind.
Im nördlichen Teil sind viele Findlinge zu sehen, dazu kommt auch der steinige Boden. Auch der Trockenrasen ist in Klosterdorf sehr weit verbreitet. Nordwestlich befindet sich ein Feld, welches heutzutage als Pferdehof genutzt wird. Nordöstlich befindet sich ein weiteres Feld und weiter östlich Richtung des Dorfes Hohenstein befindet sich ein drittes Feld, welches zum Anbau von Raps genutzt wird. Sämtliche Waldgebiete liegen rund um Klosterdorf. So gibt es ein Gebiet westlich Richtung Wilkendorf und nach Ende des nordwestlichen Feldes Richtung Ernsthof.

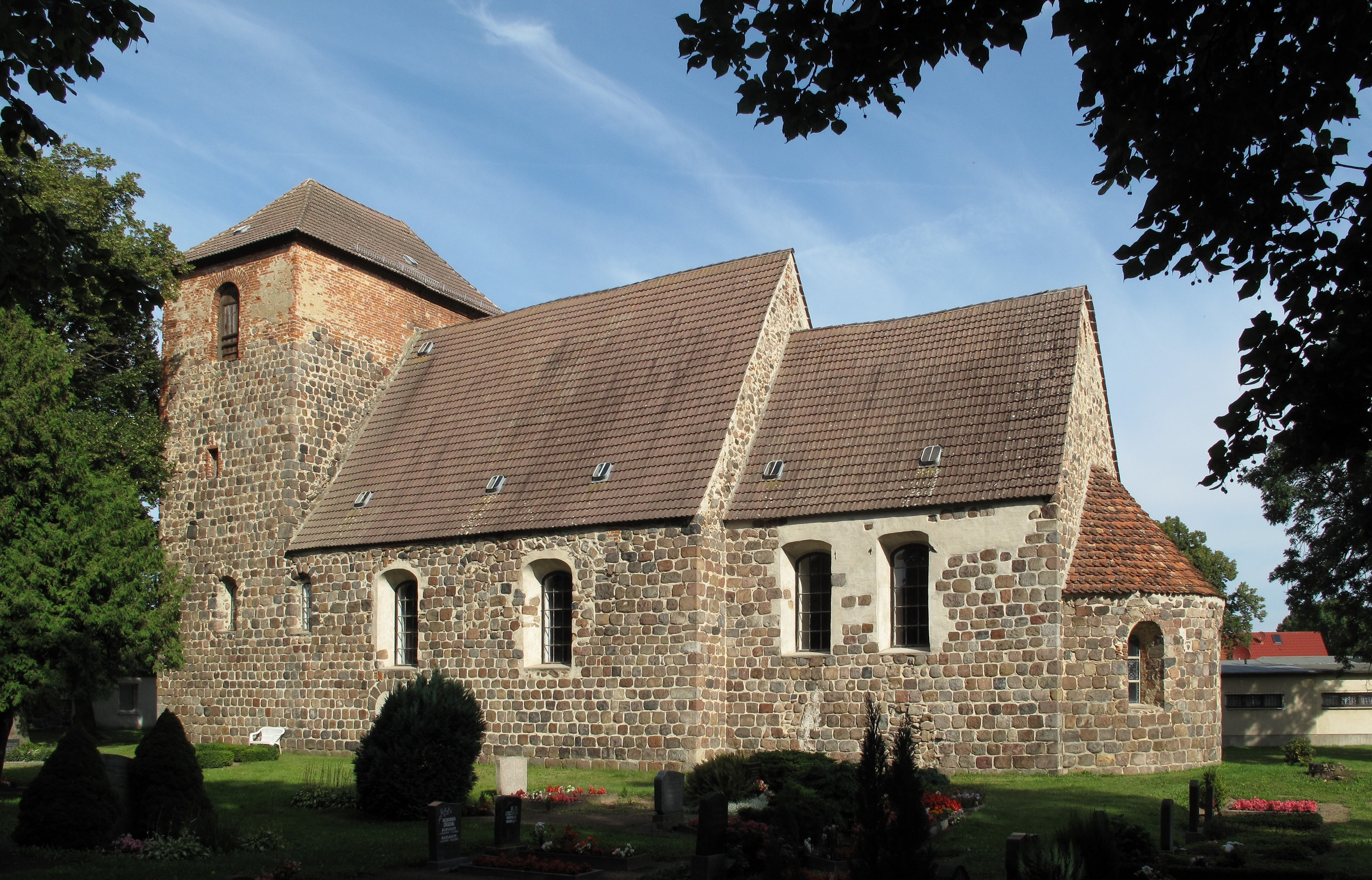
Dorfkirche Klosterdorf, an der Straße des Friedens

### Gliederung
Durch mehrere Teile zeichnet sich das Dorf aus. Dies ist zum einen der Dorfkern rund um den Anger. Dort steht die Dorfkirche aus dem 13. Jahrhundert, bei der Feldsteine als Baumaterial verwendet wurden, welche in Ostbrandenburg bis ins Oderbruch verbreitet sind. Nahe der Kirche befindet sich die Bushaltestelle und die Freiwillige Feuerwehr. Etwas weiter südlich vom Dorfkern befindet sich ein Sportplatz, auf dem der SG Klosterdorf 75 e. V., der einzige Fußballverein in Oberbarnim spielt.
Dazu gibt es das Gebiet am ehemaligen Gutshof, zu dem der Spielplatz gehört. Der Spielplatz ist zwischen zwei Straßen entstanden, welche einen Ring bilden. Dieser Ring bildet auch die Mitte des Teils. Östlich gehen sie in einen Feldweg über, welcher nach Ruhlsdorf führt. Jedoch ist das Befahren des Wegs mit PKW nicht erlaubt. Südlich mündet der Ring in den Ruhlsdorfer Weg, westlich in die Straße Am Stöhr.
Nordwestlich befindet sich der neueste Teil Klosterdorfs, das Neubaugebiet Wohnpark Kiebitz Aue.
Außerdem gibt es außerhalb des Dorfes einige Häuser an der Straße zum Sportplatz in Richtung der Von-Hardenberg-Kaserne in Strausberg, welche 2006 zum Radweg umfunktioniert wurde. In diesem Gebiet gibt es auch eine Hundeschule. Den Pferdehof westlich, nahe der Landstraße L33, welcher ebenfalls zu Klosterdorf gehört, kann man von Strausberg in Richtung Prötzel aus erkennen.

### Lage und Verkehrsanbindung
Klosterdorf befindet sich nördlich von Strausberg und ist, mit Zuzählung der Felder, welche zu Klosterdorf gehören, als ungefähres Viereck aufgebaut.
Durch den Dorfkern verläuft die Kreisstraße K 6414, welche in Reichenberg durch Abzweig von der Landstraße L 34 beginnt und in die Landstraße L 33 bei Strausberg mündet. Dies ist auch die wichtigste Straße, sie trägt innerhalb Klosterdorfs den Namen Straße des Friedens. Westlich befindet sich die Landstraße L 33, in Strausberg und Umgebung als Prötzeler Chaussee bezeichnet. Diese mündet östlich in die Bundesstraßen B 1 bzw. B 112 und westlich endet sie an der Landesgrenze von Berlin. Auf Höhe der Bushaltestelle beginnt der Hohensteiner Weg, welcher am Anger entlangführt und in die Landstraße L 34 in Hohenstein mündet.

#### Oberbarnimer Feldsteinroute
Zusätzlich wird das Dorf auch mit einem Wander- und Fahrradweg angeschlossen, der sogenannten Oberbarnimer Feldsteinroute (kurz OFR). Dies ist ein ca. 40 km langer Weg, welcher 2012 angelegt wurde. Dieser bindet das Dorf an Ernsthof an sowie an die Von-Hardenberg-Kaserne und den Flugplatz Strausberg, von wo man aus weiter zum S-Bahnhof Strausberg Nord gelangt. Dabei fanden die Bauarbeiten zwischen Strausberg-Klosterdorf bereits 2006 statt. Seitdem darf der Weg mit einem Kraftfahrzeug nicht mehr befahren werden, Ausnahmen bestehen für die anliegenden Häuser an dem Weg. Für die OFR wurden auch Informationstafeln sowie Sitzgelegenheiten aufgestellt, eine davon ist an der Feuerwehr aufzufinden.

#### Busverkehr
Der Busverkehr wird betrieben von der Märkisch-Oderland Bus GmbH (kurz mobus), einem Unternehmen der transdev. Mit den Buslinien 927, 929, 937 sowie 947 wird Klosterdorf mit dem ÖPNV u. a. an Strausberg, Neuhardenberg und Buckow angebunden. Dabei verkehren alle Busse der Linie 947 ab Klosterdorf im Zwei-Stunden-Takt. Die meisten Fahrten der Linie 947 müssen mindestens 90 Minuten vor der planmäßigen Abfahrt angerufen werden.

## Entwicklungen der Hufen und Einwohnerzahlen
Im Jahr 1375 wurde das Dorf als wüst bezeichnet, u. a. wurden gerade einmal 70 Hufen Land gezählt. Von da an war Klosterdorf für 100 Jahre unbewohnt. Vermutet wird, dass die ab 1350 in Mitteleuropa auftretende Pest der Grund dafür gewesen sein könnte. Außerdem gab es zwischen 1348 und 1358 mehrfach Kriege in der Region. Jedoch wurden die Felder weiterhin bewirtschaftet, vermutlich von Bauern aus den umliegenden Dörfern. 1574 wurden 10 Bauern verzeichnet, die dort lebten. Einer davon war der Schulz Wiprecht, der fünf Hufen bewirtschaftete. Zum Vorwerk, dem späteren Gutshof, gehörten damals 12 Hufen. Zusätzlich hatte Klosterdorf einen Schmied sowie einen Krüger.
| Jahr          | 1734 | 1800 | 1860 | 1939 | 1989 | 2003 | 2005 | 2010 | 2014 | 2017 | 2018 | 2019 | 2020 | 2021  |
| ------------- | ---- | ---- | ---- | ---- | ---- | ---- | ---- | ---- | ---- | ---- | ---- | ---- | ---- | ----- |
| Einwohnerzahl | 142  | 247  | 460  | 484  | 384  | 500  | 518  | 541  | 554  | 611  | 724  | 829  | 923  | 1.038 |

## Neuerungen in Klosterdorf

### Wohnpark Kiebitz Aue
Schon 1994 gab es Planungen zum Bau eines Neubaugebietes in Klosterdorf. In diesem Bereich stand zum damaligen Zeitpunkt ein Reifenlager, in dem alte Reifen auf die Verbrennung warteten. Die Bauarbeiten begannen ab der Jahrtausendwende, nach der Gründung der van Boeckel Dinvest GmbH, einer Tochtergesellschaft der van Boeckel Group, welche in den Niederlanden ihren Sitz hat. Diese hatte den Zuschlag für den Bau der Wasser-, Strom-, Gas-, Internetleitungen und Straßen sowie für die weitere Planung erhalten. So war ab 2005 ein schrittweise steigender Wert der Einwohnerzahl zu sehen. Das Baugebiet ist aufgeteilt in vier Bauabschnitte, wovon derzeit nur das vierte Baugebiet noch nicht bewohnt ist. Jedoch sind auch schon alle Leitungen sowie Straßen dort vorhanden.

### Ökologische Wohngemeinschaft
In den 90er Jahren kamen junge Berliner nach Klosterdorf, um dort ihren ökologischen Lebensstil umzusetzen. Dabei gründete sie den ÖkoLeA-Verein für Bildung und Kultur, Ökologie und Gesundheit e. V. Sie haben eine Bäckerei eröffnet, welche bis heute besteht. Außerdem haben sie, mit Hilfe von Fördermitteln der Europäischen Union, das Gutshaus vom ehemaligen Domänenvorwerk sowie die alte Dorfschule zum Wohnraum saniert. Auch bieten sie beim Teichfest eigene Veranstaltungen an. Des Weiteren ist es möglich, im „Seminarhaus“ der ÖkoLeA ein Zimmer als Unterkunft zu mieten.

### Teichfest/755-Jahr-Feier
Das Klosterdorfer Teichfest findet seit der 750-Jahr-Feier in Klosterdorf jedes Jahr im August statt, um so den Geburtstag des Dorfes zu feiern. Die Feier findet mit sämtlichen Ständen statt, einem großen Lagerfeuer am Abend, einem Tag der offenen Tür der Freiwilligen Feuerwehr sowie Veranstaltungen in der Ökolea.
Im Jahr 2022 wird das 775. Bestehen des Dorfes Klosterdorf begangen. Dies wird mit einem Festumzug gefeiert sowie den gleichen Veranstaltungen wie beim Teichfest.